# Diócesis de Punta Arenas
La diócesis de Punta Arenas (en latín: Dioecesis de Punta Arenas) es una circunscripción eclesiástica de la Iglesia católica en Chile. Se trata de una diócesis latina, sufragánea de la arquidiócesis de Puerto Montt. Desde el 13 de julio de 2022 su obispo electo es Óscar Hernán Blanco Martínez, de los Clérigos Regulares de la Madre de Dios.

## Territorio y organización

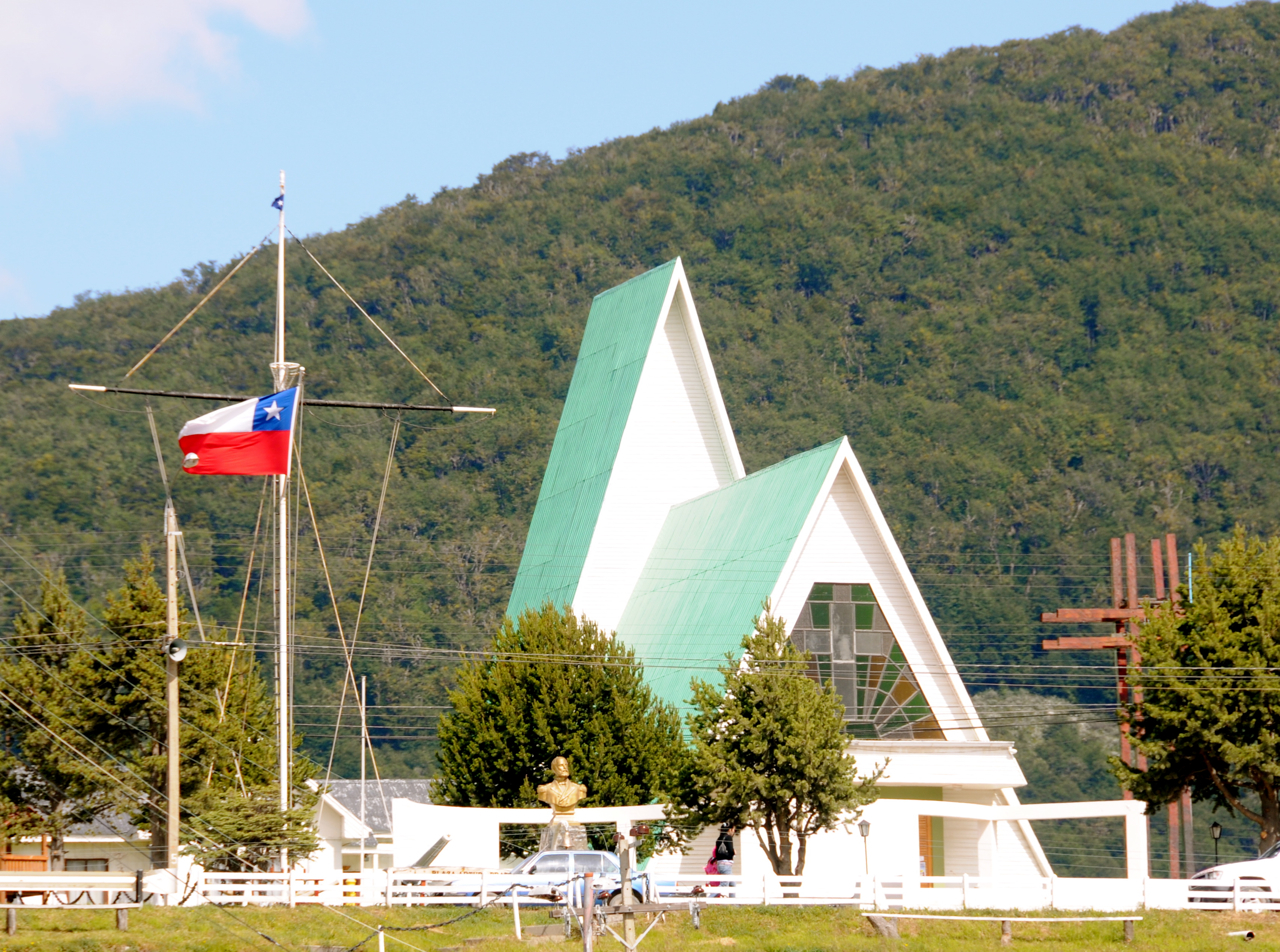
Iglesia de Nuestra Señora del Carmen, en Puerto Williams (isla Navarino), el templo parroquial católico más meridional del mundo

La diócesis tiene 133 542 km² y extiende su jurisdicción sobre los fieles católicos de rito latino residentes en la región de Magallanes y de la Antártica Chilena.
La sede de la diócesis se encuentra en la ciudad de Punta Arenas, en donde se halla la Catedral del Sagrado Corazón de Jesús.
En 2021 en la diócesis existían 11 parroquias:
En la provincia de Magallanes
- Iglesia Catedral - Parroquia del Sagrado Corazón de Jesús de Punta Arenas.

Comunidad Santuario San Sebastián 
- Parroquia Santuario María Auxiliadora, Punta Arenas.
  - Comunidad Cristo Redentor, Punta Arenas.
  - Comunidad Dios Padre, Punta Arenas.
  - Comunidad San José, (Barranco Amarillo) Punta Arenas.
  - Comunidad Virgen del Carmen, (Río Seco) Punta Arenas.

- Parroquia San Miguel Arcángel, Punta Arenas.
  - Comunidad Buen Pastor, Punta Arenas.
  - Comunidad Espíritu Santo, Punta Arenas.
  - santuario Medalla Milagrosa del hogar del Niño, Punta Arenas.
  - Comunidad Jesús de Nazareth, Punta Arenas.

- Parroquia Cristo Obrero de Punta Arenas.
  - Comunidad Cristo amigo de todos, Punta Arenas.
  - Comunidad Santo Domingo Sabio, Punta Arenas.
  - Cominidad Santos Mártires Salesianos, Punta Arenas.
  - Comunidad Corazón de María, Punta Arenas.
  - Comunidad Nuestra Señora de las Nieves, Punta Arenas.

- - Capilla Nuestra Señora de la Pampa en Villa Tehuelches comuna de Laguna Blanca

- Parroquia Nuestra Señora de Fátima, Punta Arenas.
  - Comunidad San Francisco de Asís, Punta Arenas.
  - Comunidad Santo Cura de Ars, Punta Arenas.
  - Comunidad San José el Carpintero, Punta Arenas.
  - Comunidad La Milagrosa, Punta Arenas.
  - Comunidad P. Alberto Hurtado, Punta Arenas.

- - Virgen de Montserrat en Río Verde.
  - Comunidad Virgen del Carmen en Villa O'Higgins, Comuna de San Gregorio.
  - Comunidad San Gregorio Magno, Comuna de San Gregorio.

- Parroquia Santa Teresa de los Andes, Punta Arenas.
  - Comunidad Virgen del Carmen, Punta Arenas.
  - Comunidad Santos Pedro y Pablo, Punta Arenas.
  - Comunidad San Antonio Abad, Punta Arenas.

- Parroquia Padre Pío de Pietrelcina, Punta Arenas.

Comunidad Laura Vicuña
Comunidad San Vicente de Paul
- Santuario de Jesús Nazareno, Punta Arenas

En la provincia de Tierra del Fuego
- Parroquia San Francisco de Sales de Porvenir.
  - Capilla Buen Pastor en Timaukel.
- Parroquia Padre Alberto Hurtado de Cerro Sombrero, comuna de Primavera.

En la provincia de Última Esperanza
- Parroquia María Auxiliadora de Puerto Natales.
  - Capilla Santa Teresa de los Andes en Cerro Castillo en la comuna Torres del Paine.
  - Capilla Inmaculada Concepción de Villa Dorotea, comuna de Natales.
  - Capilla Virgen del Carmen y San Pedro, Puerto Edén.

En la provincia Antártica Chilena
- Parroquia Nuestra Señora de la Patagonia de Puerto Williams. 
  - Comunidad San Pedro en Puerto Toro.

## Historia
En 1843, al iniciarse la colonización del territorio magallánico por parte del Gobierno de Chile, se reinició también la acción evangelizadora.
Jurídicamente las tierras magallánicas dependían de la diócesis de San Carlos de Ancud, y fueron frailes franciscanos procedentes de Chiloé, quienes por casi cuatro décadas, como capellanes de la colonia, asumieron la sacrificada misión en medio de peligros, incomprensiones, soledad espiritual y penurias de toda índole.
Bajo el pontificado del papa León XIII, la Santa Sede erigió para estas regiones australes, circunscripciones eclesiásticas de carecer misionero. La prefectura apostólica de la Patagonia Meridional, Tierra del Fuego e Islas Malvinas fue erigida el 16 de noviembre de 1883 con el decreto Cum ad catholicae fidei de la Congregación de Propaganda Fide, obteniendo el territorio de la diócesis de San Carlos de Ancud y de la arquidiócesis de Buenos Aires. La misión fue encomendada a misioneros salesianos y el fundador de la congregación salesiana, Juan Bosco, propuso al sacerdote Giuseppe Fagnano (José) como prefecto apostólico, asumiendo este su ministerio en Punta Arenas el 21 de julio de 1887. Bajo el lema del fundador, “civilizar evangelizando y evangelizar civilizando”, Fagnano, en los treinta años de su gobierno pastoral, realizó una obra cuyos frutos dieron lugar luego a diócesis de Punta Arenas.
La prefectura apostólica incluía tanto la parte chilena como la argentina de la Patagonia Austral (cuyas fronteras aún no habían sido definidas), y también las islas Malvinas, bajo administración del Reino Unido. En 1909 la parte argentina del territorio volvió a formar parte de la arquidiócesis de Buenos Aires.
Los principales centros misioneros fueron Punta Arenas en la costa del océano Pacífico y Río Gallegos en la costa del océano Atlántico, mientras que entre los indígenas la misión de San Rafael en la isla Dawson y la de Cabo Peñas (hoy en el departamento de Río Grande en la Tierra del Fuego argentina). Durante algunos años, simultáneamente con la prefectura apostólica, existió la gobernación eclesiástica de Magallanes, creada en abril de 1901 por el obispo de Ancud, Ramón Ángel Jara, con el propósito de tener un delegado en tan apartados territorios. 
Pocos días después de morir Fagnano, la Santa Sede suprimió la prefectura apostólica y el 4 de octubre de 1916, en virtud del decreto Quae rei sacrae de la Congregación Consistorial, lo que quedaba de la antigua prefectura apostólica (separada la parte austral de la Patagonia argentina) fue elevado al rango de vicariato apostólico con el nombre de vicariato apostólico de Magallanes (vicariatus apostolicus Magellanensis), sufragáneo de la arquidiócesis de Santiago de Chile. Dos fueron los obispos vicarios apostólicos y ambos de la congregación salesiana: Abraham Aguilera Bravo y Arturo Jara Márquez. Al renunciar este último al cargo por motivos de salud, la Santa Sede optó por confiar el vicariato a sacerdotes con el rango de administradores apostólicos. Ellos fueron el padre Luis Amadeo Rojas Muñoz, el padre Pedro Giacomini Caliman y el padre Vladimiro Boric Crnosija.
El 27 de enero de 1947 el vicariato apostólico fue elevado a diócesis con la bula Ut in amplissimo del papa Pío XII; al mismo tiempo asumió su nombre actual y pasó a ser sufragánea de la arquidiócesis de la Santísima Concepción. El primer obispo titular fue Cándido Rada Senosiain, un magallánico que en ese entonces era obispo de Ancud, quien por decisión personal, no llegó nunca a asumir. En 1949 se hizo cargo de la diócesis el recién consagrado obispo Vladimiro Boric Crnosija, también magallánico, quien casi por 25 años guio los destinos espirituales de su grey, hasta su muerte en 1973.
Mediante la bula In Nostris del papa Pío XII del 10 de enero de 1952, se excluyó a las islas Malvinas del territorio de la nueva diócesis, que fueron erigidas en prefectura apostólica de las Islas Malvinas.
El 10 de mayo de 1963 pasó a formar parte de la provincia eclesiástica de la arquidiócesis de Puerto Montt.
El 15 de noviembre de 1986, con la carta apostólica Cum fideles, el papa Juan Pablo II confirmó a la Santísima Virgen María, conocida con el título de Auxiliadora de los Cristianos, como patrona de la diócesis.
Para sucederle, tras seis meses de administración de Alejandro Goic Karmelic como vicario capitular, el papa Pablo VI designó en 1974 al sacerdote salesiano Tomás González Morales, quien después de 32 años a la cabeza de la diócesis se retiró por edad el 4 de marzo de 2006, cuando el papa Benedicto XVI nombró a Bernardo Bastres Florence, también sacerdote salesiano, como obispo de Punta Arenas. 
El 21 de diciembre de 2021 el papa Francisco aceptó la renuncia como obispo de la diócesis de Punta Arenas de Bernardo Bastres Florence, bajo la fórmula nunc pro tunc (ahora para entonces). La renuncia se hace efectiva el día 13 de julio de 2022, luego de 16 años de gobierno pastoral cuando papa Francisco nombró obispo a Monseñor Óscar Blanco Martínez.

## Estadísticas
Según el Anuario Pontificio 2022 la diócesis tenía a fines de 2021 un total de 145 150 fieles bautizados.
| Año                                                                             | Población            | Población | Población      | Sacerdotes | Sacerdotes    | Sacerdotes    | Bautizados por sacerdote | Diáconos permanentes | Religiosos | Religiosos | Parroquias |
| Año                                                                             | Bautizados católicos | Total     | % de católicos | Total      | Clero secular | Clero regular | Bautizados por sacerdote | Diáconos permanentes | Varones    | Mujeres    | Parroquias |
| ------------------------------------------------------------------------------- | -------------------- | --------- | -------------- | ---------- | ------------- | ------------- | ------------------------ | -------------------- | ---------- | ---------- | ---------- |
| 1950                                                                            | 48 000               | 50 000    | 96.0           | 31         |               | 31            | 1548                     |                      | 44         | 70         | 6          |
| 1966                                                                            | 79 650               | 88 500    | 90.0           | 35         | 7             | 28            | 2275                     |                      | 44         | 74         | 9          |
| 1968                                                                            | 88 500               | 91 000    | 97.3           | 38         | 5             | 33            | 2328                     |                      | 48         | 75         | 8          |
| 1976                                                                            | 90 000               | 104 000   | 86.5           | 27         | 4             | 23            | 3333                     | 3                    | 29         | 58         | 9          |
| 1980                                                                            | 77 220               | 107 411   | 71.9           | 24         | 4             | 20            | 3217                     | 3                    | 31         | 51         | 8          |
| 1990                                                                            | 136 000              | 149 000   | 91.3           | 25         | 4             | 21            | 5440                     | 3                    | 25         | 43         | 9          |
| 1999                                                                            | 120 000              | 160 000   | 75.0           | 24         | 6             | 18            | 5000                     | 9                    | 20         | 35         | 10         |
| 2000                                                                            | 120 000              | 157 769   | 76.1           | 29         | 7             | 22            | 4137                     | 9                    | 26         | 31         | 10         |
| 2001                                                                            | 126 215              | 157 769   | 80.0           | 29         | 7             | 22            | 4352                     | 7                    | 26         | 31         | 10         |
| 2002                                                                            | 126 388              | 153 660   | 82.3           | 26         | 7             | 19            | 4861                     | 9                    | 22         | 30         | 10         |
| 2003                                                                            | 121 880              | 150 826   | 80.8           | 25         | 7             | 18            | 4875                     | 9                    | 23         | 27         | 10         |
| 2004                                                                            | 120 208              | 150 826   | 79.7           | 24         | 6             | 18            | 5008                     | 8                    | 23         | 22         | 10         |
| 2013                                                                            | 143 300              | 173 100   | 82.8           | 18         | 7             | 11            | 7961                     | 21                   | 13         | 17         | 11         |
| 2016                                                                            | 143 250              | 174 165   | 82.2           | 18         | 7             | 11            | 7958                     | 19                   | 11         | 19         | 11         |
| 2019                                                                            | 144 819              | 178 666   | 81.1           | 19         | 7             | 12            | 7622                     | 19                   | 13         | 17         | 11         |
| 2021                                                                            | 145 150              | 183 265   | 79.2           | 15         | 7             | 8             | 9676                     | 18                   | 8          | 16         | 11         |
| Fuente: Catholic-Hierarchy, que a su vez toma los datos del Anuario Pontificio. |                      |           |                |            |               |               |                          |                      |            |            |            |

## Episcopologio
- José Fagnano, S.D.B. † (2 de diciembre de 1883-18 de septiembre de 1916 falleció)
- Abraham Aguilera Bravo, S.D.B. † (22 de diciembre de 1916-26 de octubre de 1924 nombrado obispo de San Carlos de Ancud)
- Arturo Jara Márquez, S.D.B. † (29 de enero de 1926-10 de febrero de 1939 renunció)
  - Sede vacante (1939-1949)[nota 1]
- Vladimiro Boric Crnosija, S.D.B. † (1 de febrero de 1949-29 de agosto de 1973 falleció)
- Tomás Osvaldo González Morales, S.D.B. † (28 de marzo de 1974-4 de marzo de 2006 renunció)
- Bernardo Miguel Bastres Florence, S.D.B. (4 de marzo de 2006-13 de julio de 2022 renunció[nota 2][10])
- Óscar Hernán Blanco Martínez, O.M.D., desde el 13 de julio de 2022